# Mohamad Yavad Zarif
Mohamad Yavad Zarif (Teherán, 8 de enero de 1960) es un diplomático iraní, actual jefe de la delegación iraní de negociación en torno al programa nuclear de Irán. Fue ministro de Asuntos Exteriores de la República Islámica de Irán entre 2013 y 2021.
Entre 2002 y 2007, ejerció como representante de Irán ante la Organización de las Naciones Unidas, tras diez años como secretario del ministro de Exteriores para asuntos legales e internacionales.
Mohammad Yavad Zarif se desempeñó como vicepresidente de la República Islámica de Irán entre el 1 de agosto de 2024 y el 11 de agosto de 2024 antes de renunciar.

## Formación
Nacido el 8 de enero de 1960 en el barrio teheraní de Elahié, tras sus primeros estudios en la escuela religiosa de élite Alaví emigró en 1976 a Estados Unidos de América para adquirir una formación universitaria en relaciones internacionales. Entre 1977 y 1983, cursó estudios en la Universidad Estatal de California hasta el grado de maestría, tras lo que prosiguió estudiando en la Universidad de Denver hasta obtener el doctorado en 1988 con una tesis sobre «Defensa propia en el Derecho y Política internacionales».

## Carrera diplomática y docente
De regreso a Irán, comenzó su carrera desde 1989 como secretario de la representación iraní ante la Organización de las Naciones Unidas. En 1992 fue designado como secretario del ministro de Asuntos Exteriores Alí Akbar Velayatí para asuntos legales e internacionales y, según las memorias del diplomático Giandomenico Picco, participó en negociaciones con la Organización de las Naciones Unidas para liberar varias docenas de rehenes occidentales en Líbano.
Desempeñó el cargo durante diez años, compaginándolo con la enseñanza del Derecho internacional en la Universidad de Teherán y la colaboración en la junta de redacción de diversas publicaciones académicas, como Iranian Journal of International Affairs o Iranian Foreign Policy, y publicando artículos sobre desarme, derechos humanos, derecho internacional y conflictos regionales.
Tras los atentados del 11 de septiembre de 2001, Zarif defendió mayores compromisos con Occidente y se reunió con distintos diplomáticos estadounidenses a propósito del futuro de Afganistán, entonces invadido militarmente por Estados Unidos. En 2007, James Dobbins, enviado especial de Estados Unidos para Afganistán y Pakistán, le atribuyó un papel crucial en el Acuerdo de Bonn.
En 2002 fue designado por el presidente Seyed Mohamad Jatamí como embajador de Irán ante las Naciones Unidas y, al año siguiente, estuvo muy involucrado en el desarrollo del conocido como Grand Bargain («gran pacto»), un plan global de resolución de los contenciosos pendientes entre Irán y los Estados Unidos de América. Durante estos cinco años de estancia en el continente norteamericano, mantuvo numerosas reuniones con distintos políticos de Washington, incluidos los senadores Joseph Biden y Charles Hagel. Se mantuvo en el puesto hasta dos años después de la elección como presidente de Mahmud Ahmadineyad cuando, tras dimitir el 6 de julio de 2007, lo sucedió el actual representante Mohammad Jazaí.

## Gobierno deHasán Rouhaní
Zarif fue nombrado el 4 de agosto de 2013 como ministro de Asuntos Exteriores y recibió la confianza del parlamento de Irán con 232 votos de 281 emitidos.
El 5 de septiembre de 2013, Rouhaní designó a Zarif como jefe de la delegación iraní de negociación en torno al programa nuclear de Irán, con lo que sucedió en dicha tarea a Saíd Yalilí.
Presentó su dimisión como ministro en febrero de 2019.